# Шифле, Жан-Жак
Жан-Жак Шифле (фр. Jean-Jacques Chifflet; 1588, Безансон — 1660) — французский медик, юрист, историк, антиквар и археолог.

## Биография
Жан-Жак Шифле был родом из Бургундии (ныне территория Франции). Он посетил Париж и Монпелье, путешествовал по Италии и Германии. Испанский король Филипп IV назначил его придворным медиком в Брюсселе. Шифле сыграл важную роль в полемике 1650-х годов по поводу перуанской коры в лечении малярии, опубликовав в 1653 году после лечения эрцгерцога Леопольда Вильгельма Австрийского скептическую брошюру «Жаропонижающий порошок американского мира» (Pulvis Febrifugus Orbis Americani).

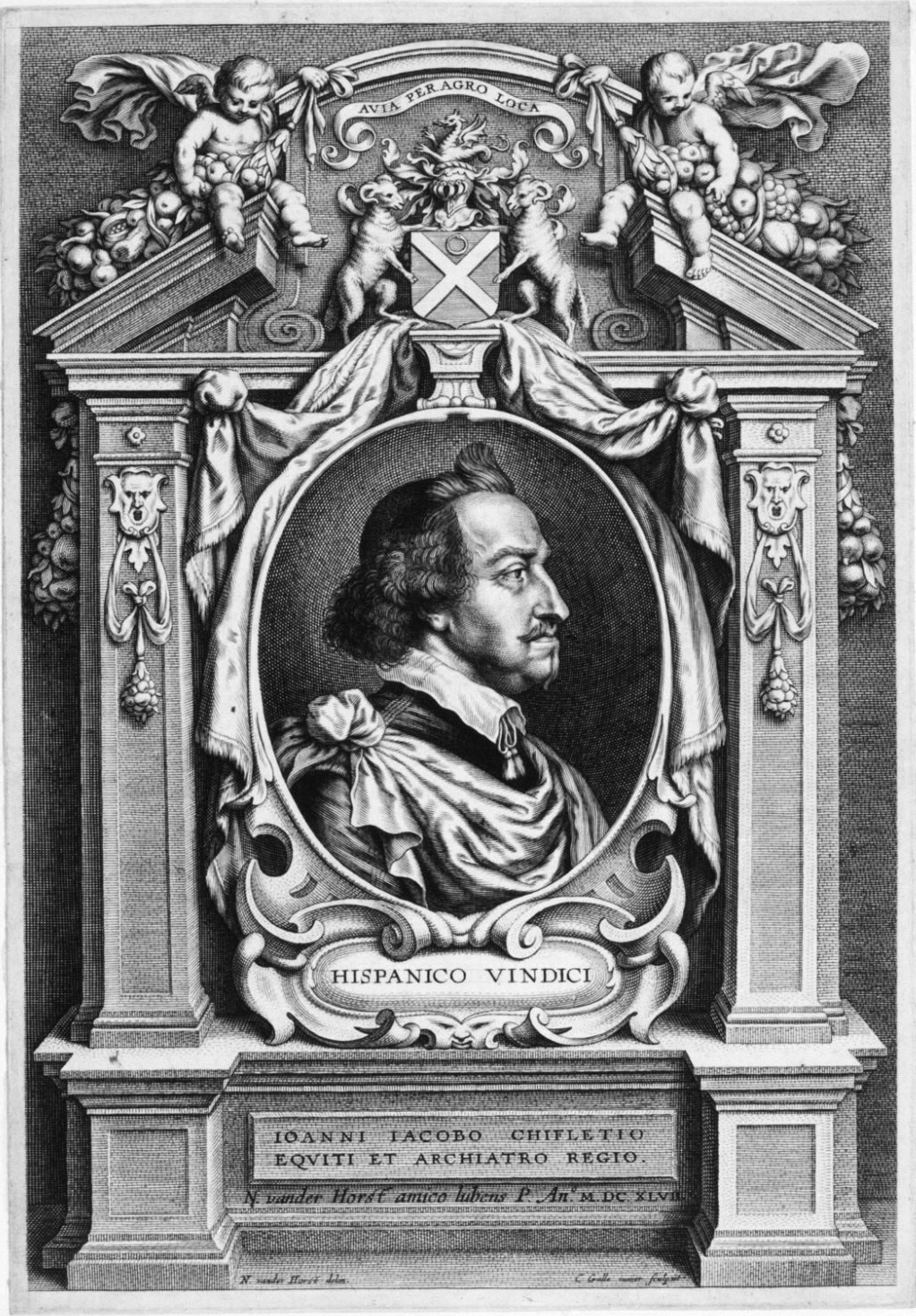
Жан-Жак Шифле. Офорт Корнелиса Галле Младшего по оригиналу Н. ван ден Хорста. 1647

По указанию эрцгерцога Леопольда, который тогда был штатгальтером Испанских Нидерландов, Шифле изучил предметы, найденные в гробнице короля франков из династии Меровингов Хильдерика I в Турне. В 1655 году Шифле опубликовал в издательстве Плантена в Антверпене иллюстрированный отчёт о своих открытиях под названием «Воскресение Хильдерика Первого, короля франков, или Погребальное сокровище» (Anastasis Childerici I Francorvm Regis, sive Thesavrvs Sepvlchralis Tornaci Neruiorum…). В наше время этот отчёт считается первой в мире научной археологической публикацией.
Семья Шифле наняла фламандского рисовальщика Якоба ван Вердена (Jacob van Werden) для создания иллюстраций. Ван Верден предоставил рисунки к «Воскресению Хильдерика Первого». Иллюстрации были награвированы Корнелисом Галле Младшим. Два рисунка до настоящего времени находятся в Музее Плантена — Моретуса в Антверпене.
В 1658 году Жан-Жак Шифле опубликовал в издательстве Плантена свой историко-археологический труд «Французская лилия, достоверно иллюстрированная историей, ботаникой и геральдикой» (Lilium Francicum, veritate Historicala, Botanica et Heraldica illustratum). Эта книга представляет собой трактат о геральдических, символических, иконографических и исторических аспектах геральдической лилии. Иллюстрации в книге были созданы Якобом ван Верденом. Одна из иллюстраций подтверждает утверждение Шифле о том, что франкский король Хлодвиг I использовал в качестве своего королевского знака трёх жаб, а не геральдическую лилию, что не должно вызывать удивления.
Испанский дипломат Каштелу-Родригу, Мануэл де Моура, убежденный враг Франции, заказал Шифле знаменитый трактат «Реванш Испании» (Vindiciæ Hispaniæ), доказывавший, что французская королевская династия не имеет прав на территорию Испанских Нидерландов.
Сын учёного Жюль Шифле также стал юристом и историком, написавшим «Краткое описание Ордена золотого руна» (Breviarium ordinis velleris aurei; Антверпен, 1652). Другой сын, Жан Шифле, был священником и историком, который писал о Папе Иоанне и опубликовал гностическую рукопись Жана Л’Эрё под названием «Абраксас, или Апистопист. Каноник Иоанниса Макария, представляющий собой исследование драгоценных камней василидиан…» (Ioannis Macarii canonici ariensis Abraxas, seu Apistopistus quae est antiquaria de gemmis basilidianis disquistio. Antverpiae: Ex Officina Plantiniana Balthasaris Moreti, 1657).

## Основные публикации
- Везонтий, история Безансона (Vesontio, civitas imperialis libera, Sequanorum metropolis, Leiden, 1618)
- На погребальных пеленах Христа (De linteis sepulcralibus Christi, Anvers 1624, in 4°. Sur les suaires de Jésus Christ)
- Порт Лециус Юлия Цезаря (Portus lecius Julius Caesaris, 1627)
- Герб шевалье де ла Туазон д’Ор (le Blason des chevaliers de la Toison d’Or, 1632)
- Сборник договоров о мире, Тревесе и нейтралитете между коронами Испании и Франции (Recueil des Traittez de Paix, Treves et Neutralité entre les Couronnes d’Espagne et de France, 1643)
- Жаропонижающий порошок американского мира (Pulvis Febrifugus Orbis Americani, 1653)
- Воскресение Хильдерика Первого, короля франков, или Погребальное сокровище (Anastasis Childerici Francorum regis: Officina Plantiniana, Anvers, 1655)
- Французская лилия, достоверно иллюстрированная историей, ботаникой и геральдикой (Lilium francicum veritate historica, botanica, et heraldica illustratrum. Antverpiae [Anvers]: ex officina Plantiniana Balthasaris Moreti, 1658)